# Dialetto ucraino transnistriano

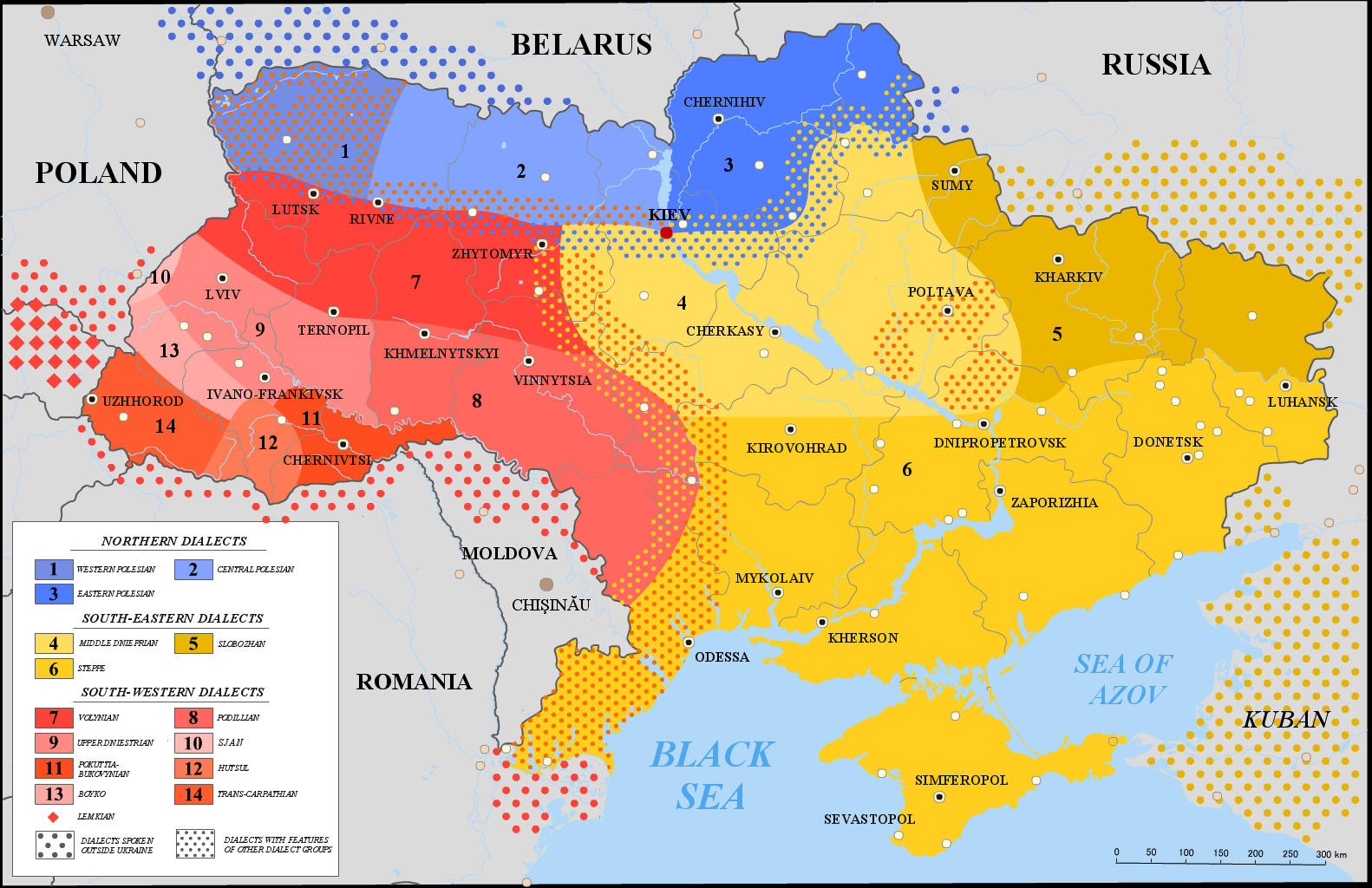
Aree dell'Ucraina per dialetto

Il dialetto ucraino transnistriano (in ucraino Наддністрянський говір? ), dialetto Opil (in ucraino опі́льський го́вір?) o dialetto galiziano (in ucraino га́лицький го́вір?) è un dialetto dell'ucraino parlato nella parte occidentale dell'Ucraina e nella regione separatista moldava della Transnistria. Secondo la costituzione della Transnistria, le tre lingue ufficiali della Transnistria sono l'ucraino insieme al rumeno (chiamato ufficialmente moldavo) e al russo. 
Il dialetto ucraino transnistriano è tipicamente raggruppato insieme ad altri dialetti ucraini del sudovest.
Differenze lessicali tra ucraino transnistriano e ucraino standard: 
| Ucraino transnistriano | Ucraino standard      | Italiano   |
| ---------------------- | --------------------- | ---------- |
| банак (banak)          | каструля (kastrulya)  | casseruola |
| bulba (bulba)          | cartoplia (kartoplya) | Patata     |
| бузок (buzok)          | лелека (leleka)       | cicogna    |
| твар (tvar)            | обличчя (oblychchya)  | viso       |
| писок (pisok)          | рот (oblychchya)      | bocca      |
| кугут (kuhut)          | півень (piven)        | gallo      |
| цера (tsera)           | шкіра (shkira)        | pelle      |